# Словеначка академија наука и уметности
Словеначка академија наука и уметности (словен. Slovenska akademija znanosti in umetnosti), позната по свом акрониму САЗУ (од словен. SAZU), највиша је научна установа за науку и уметност у Републици Словенији.

## Историја
Њено оснивање сеже из времена после Првог светског рата; 1921. основано је Знанствено друштво за хуманистичне веде, које је било језгра будуће Академије, која је основана 1937, а 1938. је именовано првих 18 редовних чланова. Први председник је био Рајко Нахтигал, а секретар Грегор Крек. Према уредби из 1938. Академија је имала 4 разреда: филозофско-филолошко-историјски, правни, математичко-природнонаучни и уметнички. Чланови су почасни, редовни и дописни. Године 1948. Академија знаности ин уметности променила је име у Словенска академија знаности ин уметности. 

## Структура
Академија данас у своме окриљу има 6 разреда и два одељења, који броје 86 сталних, 9 придружених и 74 придружених чланова.
- Разреди Словеначке академије:
1. Разред за историјске и друштвене науке (14 сталних, 2 придружена и 16 дописних чланова)
2. Разред за филолошке и литерарне науке (15 сталних, 0 придружених и 13 дописних чланова)
3. Разред за математичке, физикалне и техничке науке (20 сталних, једног придруженог и 17 дописних чланова)
4. Разред за природословне науке (9 сталних, 3 придружена и 10 дописних чланова)
5. Разред за уметности (19 сталних, 1 придружени и 11 дописних чланова)
6. Разред за медицинске науке (9 сталних, 2 придружена и 8 дописних чланова)

- Одељења Словеначке академије:
1. Одељење за Међународне односе и координацију наука
2. Библиотека Академије (трећа по величини у Словенији)

У оквиру Академије такође делује и неколико комитета, комисија, савета и фондација.
1. Савет за енергетику
2. Савет за просторну културу и идентитет
3. Савет за заштиту природе
4. Комитет за студије о етничким мањинама
5. Правописна комисија
6. Комисија за људска права
7. Комисија за статутарна питања
8. Комитет за штампу и публикације
9. Фондација др. Бруно Бреши
10. Фондација Јанез Вајкард Валвасор